# Air Italy
Air Italy (была зарегистрирована как AIR ITALY S.p.A.) — упразднённая частная авиакомпания Италии со штаб-квартирой в Ольбии. Являлась второй по величине авиакомпанией в Италии после Alitalia (национального авиаперевозчика) и 38-й по величине авиакомпанией в Европе. Авиакомпания входила в структуру AQA Holding, которым владели Alisarda (51 %) и Qatar Airways (49 %). Air Italy эксплуатировала самолёты Boeing 737 Next Generation, Boeing 737 MAX 8 и Airbus A330 на более чем 34 регулярных внутренних, внутриевропейских и межконтинентальных направлениях. Основным хабом перевозчика выступал аэропорт Милан-Мальпенса.

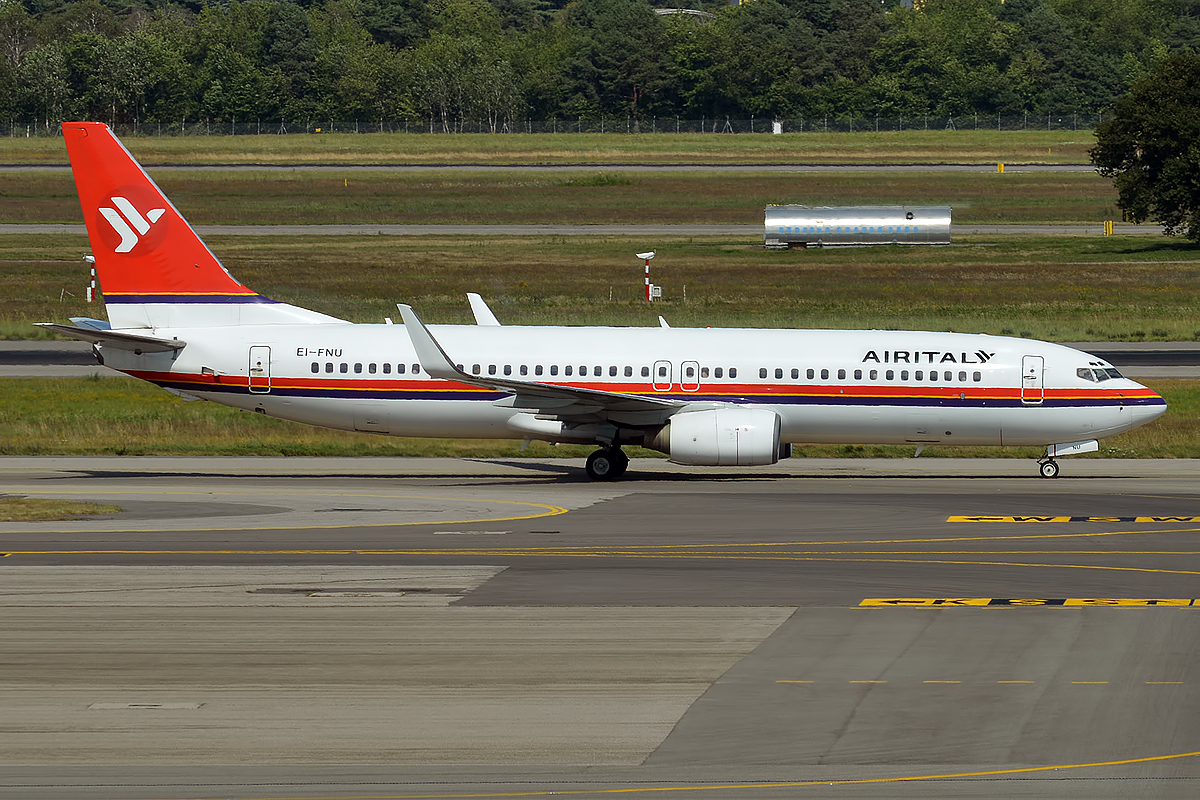
Air Italy Boeing 737-800 в гибридной ливрее, унаследованной от Meridiana

## История
Компания была основана 19 февраля 2018 года во время пресс-конференции в Милане, Италия, в которой было объявлено будущее авиакомпании Meridiana. Было принято решение образования новой Air Italy путём слияния Meridiana и её дочерней компании, оригинальной Air Italy, которая была частью бренда Meridiana с 2013 года. Целью создания компании было образование новой итальянской авиакомпании, которая сможет стать будущим основным авиаперевозчиком Италии, поскольку конкурент Air Italy Alitalia, нынешний национальный авиаперевозчик Италии, подал на банкротство 2 мая 2017 года. План создания также представляет новый имидж бренда, новый зал ожидания в аэропорту и новые направления. Во время пресс-конференции авиакомпания выразила заинтересованность в присоединении к альянсу Oneworld. Авиакомпания также объявила, что они с Qatar Airways заключат соглашение о совместном использовании кодов.
Весь официальный брендинг и политика новой Air Italy вступили в силу с 1 марта 2018 года. Коды IATA, ICAO и AOC авиакомпаний Air Italy и Meridiana объединились. Сайт авиакомпании был перезапущен с новым оформлением. Самолёты, переданные из Merediana, всё ещё использовали её ливрею, хотя некоторые были перекрашены в гибридную ливрею. Соглашения и слоты Meridiana были переданы под новым брендом Air Italy.
В апреле 2018 года Air Italy и Qatar Airways успешно запустили запланированные код-шер рейсы. 18 апреля 2018 года авиакомпания назначила Нила Миллса главным операционным директором (COO), который работал с недавно обанкротившейся авиакомпанией Air Berlin. , а 22 апреля Россен Димитров занял должность главного менеджера по работе с клиентами (CCEO). В этот же день Air Italy стала первым официальным итальянским покупателем Boeing 737 MAX 8, представленного на страницах социальных сетей Air Italy в ливрее авиакомпании. 11 мая 2018 года первый Boeing 737 MAX 8 авиакомпании был передан на церемонии в Эвереттском центре доставки Boeing в Сиэтле. Air Italy отпраздновала поставку первого самолёта Boeing 737 MAX 8 14 мая 2018 года. Так же, она провела специальную пресс-конференцию в ангаре в своём хабе в аэропорту Милан-Мальпенса. Авиакомпания также представила новую официальную униформу.
1 июня 2018 года Air Italy успешно начала запуск своего нового рейса между аэропортами Милан-Мальпенса и международным аэропортом имени Джона Кеннеди на самолёте Airbus A330-200, во время полёта также была запущена новая развлекательная платформа, новые бортовые удобства и услуги питания. Air Italy продолжала расширять свою деятельность, успешно запуская больше маршрутов и услуг.
В июле 2018 года Air Italy впервые приняла участие в авиасалоне в Фарнборо, где продемонстрировала свой второй Boeing 737 MAX 8.
20 сентября 2018 года Air Italy выпустила свой первый отчёт о летнем сезоне. Авиакомпания заявила, что она достигла коэффициента загрузки 90 % на новых маршрутах между Италией и США и перевезла более 500 000 пассажиров на Сардинию и обратно.
3 октября 2018 года главный операционный директор Air Italy (COO) Нил Миллс подал в отставку по личным причинам. Сразу после этого, Россен Димитров, ранее занимавший должность главного операционного директора по обслуживанию клиентов (CCEO) Air Italy, был назначен новым COO авиакомпании. В октябре 2018 года Air Italy официально объявила 3 назначения на руководящие должности. Элизабет Милтон заняла пост вице-президента по продажам и дистрибуции, Никола Поццати — главного сотрудника по персоналу и организации, и Симона Пачоретти — главы внутреннего аудита
29 октября 2018 года были сделаны последние назначения. Капитан Константинос Илиакис был назначен ответственным руководителем и главным сотрудником по полёту и наземным операциям. 21 ноября 2018 года авиакомпания Air Italy назначила Валентину Квальяту на должность SVP по сети, планированию и стратегии авиакомпании. В тот же день Air Italy официально объявила о соглашении о код-шеринге с LATAM Brasil, которое вступало в силу незамедлительно для некоторых рейсов между Италией и международным аэропортом Сан-Паулу-Гуарульюс.
В декабре 2018 года Air Italy официально объявила о запуске рейсов из аэропорта Милан-Мальпенса в международный аэропорта имени Индиры Ганди и международный аэропорт имени Чатрапати Шиваджи Махараджа в Индии. Наряду с запусками маршрутов в Индию, Air Italy объявляет о запуске 4 новых маршрутов в Северную Америку. Были запущены рейсы из аэропорта Милан-Мальпенса в Лос-Анджелес, Сан-Франциско и Чикаго в США, а также в Торонто, Канада.
11 февраля 2019 года Air Italy объявила об увеличении частоты полётов в Торонто и Майами. 15 февраля 2019 года Air Italy объявила, что станет спонсором Toronto Pride в качестве официального европейского перевозчика. 19 февраля 2019 года авиакомпания Air Italy получила награду «Business Traveller Cellar in the sky 2018». 25 февраля 2019 года Air Italy объявляет, что является официальным перевозчиком Gelato Festival 2019. 28 февраля 2019 года Air Italy подписала третье соглашение о совместном использовании кодов с Bulgaria Air.
12 марта 2019 года во время остановки полётов Boeing 737 MAX авиакомпания Air Italy приземлила все свои самолёты Boeing 737 MAX 8 по приказу Европейского агентства по авиационной безопасности . Через два дня после остановки полётов, партнёр Air Italy по код-шерингу Bulgatia Air арендовала A319 для Air Italy.
14 марта 2019 года Air Italy объявила, что Серхио Боскарол, руководитель отдела корпоративного и коммерческого персонала в Alitalia (конкурент Air Italy и национальный перевозчик Италии), назначен главным сотрудником по персоналу и организации авиакомпании Air Italy.
3 апреля 2019 года Air Italy успешно запустила свой рейс из Милана в Лос-Анджелес, запустив новый бизнес-класс на этом рейсе. Позже в этом месяце, 10 апреля 2019 года, был запущен новый рейс Air Italy из Милана в Сан-Франциско .
18 апреля 2019 года Air Italy выступила с публичным заявлением в отношении обвинений трёх крупнейших авиакомпаний Соединённых Штатов Америки (Delta, American Airlines и United) о том, что Air Italy использует так называемую «Пятую Свободу Авиации», принадлежащую авиакомпании Qatar Airways. Позже на этой неделе Air Italy также объявила о предстоящих запусках новых зимних маршрутах, а также объявила, что рейсы Air Italy в Лос-Анджелес, Сан-Франциско и Торонто будут сезонными.
6 мая 2019 года Air Italy открыла своё третье североамериканское направление из Милана в международный аэропорт Торонто Пирсон . Позже в этом же месяце Air Italy объявила о новом партнёрстве с комедианткой Кэролайн Рейд (известной как Pam Ann), которая станет послом бренда Air Italys Global. 17 мая 2019 года Air Italy объявила о ребрендинге своей программы для часто летающих пассажиров Meridiana Club на @MyAirItalyClub.
11 февраля 2020 года авиакомпания объявила о прекращении деятельности с завершением собственных регулярных перевозок 25 февраля того же года из-за ситуации с коронавирусом в Италии. Данное решение было принято на встрече крупнейших держателей акций холдинга AQA Holdings spa (Alisarda и Qatar Airways), в который входила Air Italy.

## Корпоративные связи

### Материнская компания
Материнская компания Air Italy AQA Holding S.p.A. основана 2 сентября 2017 года после того, как Qatar Airways приобрела 49 % акций Meridiana, при этом Alisarda сохранила 51 % акций, которыми она ранее владела, что впоследствии создало новую холдинговую компанию по соглашению с Советом директоров Merediana.

### Головные офисы
Головные офисы Air Italy были расположены на территории аэропорта Ольбии Коста Смеральда в Ольбии, Италия, ранее принадлежавшего Meridiana .

### Дочерние авиакомпании
В состав Air Italy входили три дочерних предприятия, унаследованных от Meridiana после слияния с бывшей Air Italy для создания новой авиакомпании.
- Meridiana Maintenance S.p.A. является компанией по обслуживанию авиакомпаний, которая была основана после слияния Meridiana с eurofly (ещё одна итальянская авиакомпания). Их ангар расположен в аэропорту Ольбии Коста Смеральда в Ольбии, Италия, рядом с головным офисом Air Italy.[52]
- Wokita S.i.r — ещё одна дочерняя компания, принадлежащая Air Italy. Wokita — туроператор, который предлагает широкий и разнообразный спектр туристических продуктов, таких как комплексные туры, авиабилеты, отели и курорты в приморских районах, яхтенный спорт и активный отдых[53]
- Air Italy Fleet Management — временно созданная дочерняя компания (оригинальная Air Italy). Она будет действовать только до истечения срока аренды всех самолётов, арендованных компанией Meridiana (Boeing B737-700, B737-800, B767-300ER).[54]

### Фирменный стиль
Логотип Air Italy выполнен в бордовых и мятно-зелёных тонах. Цвета основаны на темно-бордовом цвете логотипа Qatar Airways . Дизайн выполнен в форме буквы «Y», чтобы выглядеть похожей на птицу. Ливрея авиакомпании — современный белый фюзеляж с логотипом авиакомпании на фюзеляже. Он также включает в себя коллаж из специально разработанной буквы «Y», взятой из логотипа, на вертикальном ребре. Буква Y также присутствует на авиационных двигателях.

### Спонсорство
Air Italy спонсировала одну профессиональную спортивную команду: итальянскую баскетбольную команду Dinamo Sassari .

## Направления
По состоянию на февраль 2019 года авиакомпания Air Italy использовала 21 регулярное и 5 сезонных направлений в Европу, Африку, Азию и Северную Америку. Air Italy планировала открыть более 50 круглогодичных маршрутов к 2022 году, как указано в 5-летнем плане авиакомпании. Авиакомпания выполняла большинство своих рейсов из своего основного хаба в аэропорту Милан-Мальпенса. Остальные полёты выполнялись из аэропорта Ольбии Коста Смеральда .

### Соглашения о код-шеринге
Air Italy имела соглашения о код-шеринге со следующими авиакомпаниями:
- Air Moldova
- Blue Air
- British Airways
- Bulgaria Air[38]
- Iberia
- LATAM Brasil[26]
- Qatar Airways[7]
- S7 Airlines

## Флот

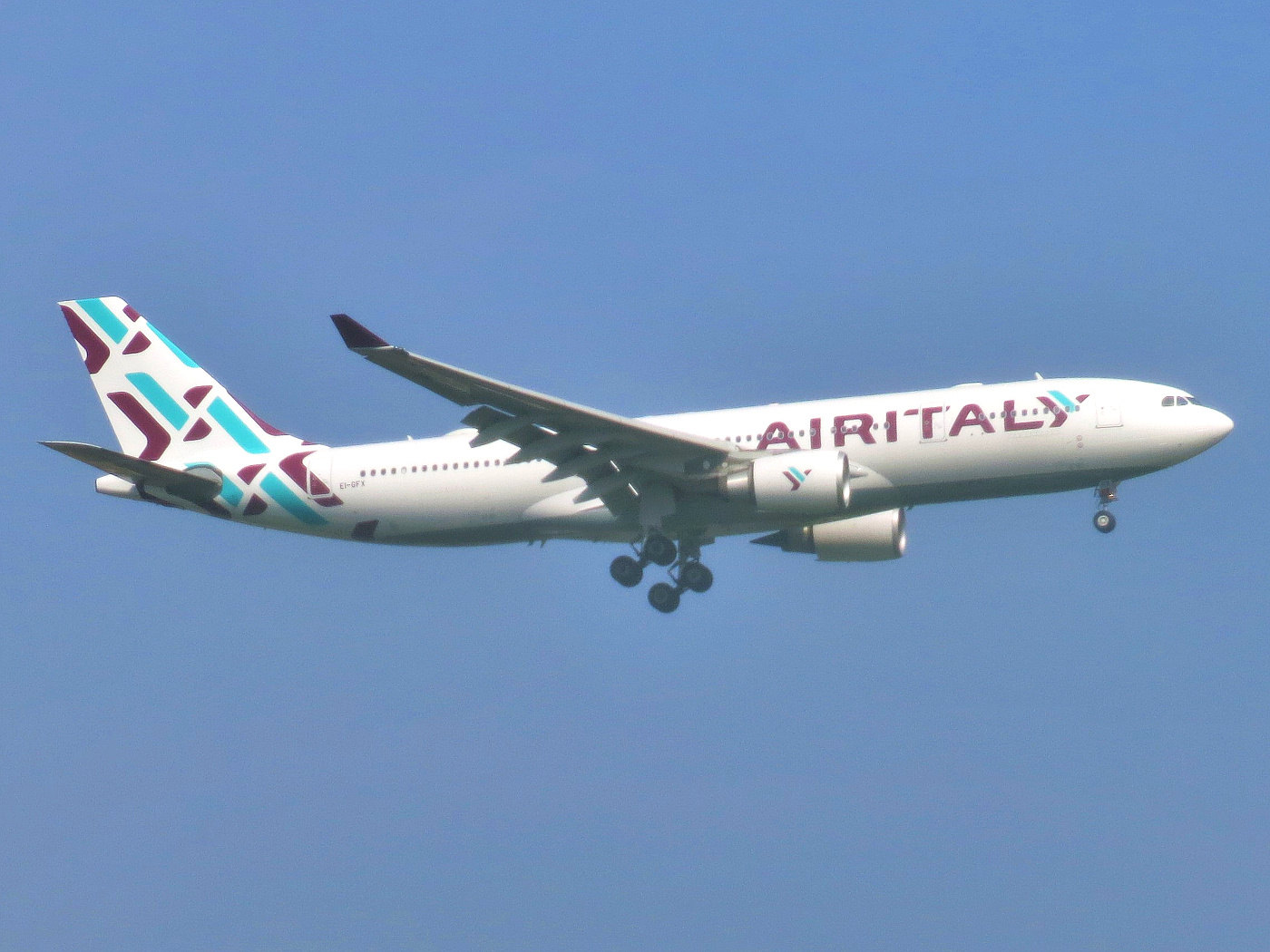
Airbus A330-200

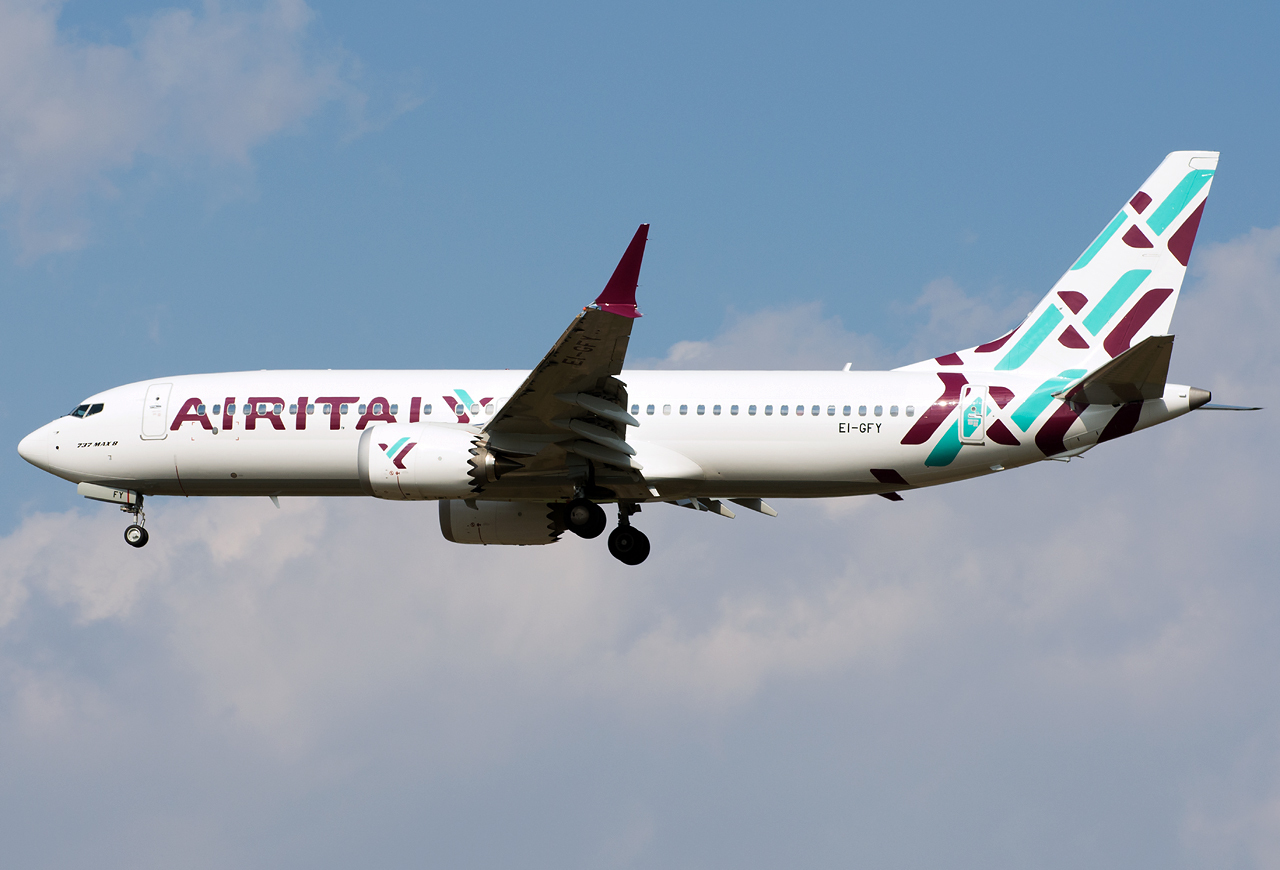
Boeing 737 MAX 8

По состоянию на май 2019 года флот Air Italy состоял из следующих воздушных судов:
| Тип ВС           | Эксплуатируется | Заказано | Компоновка | Компоновка | Компоновка | Заметки                                  |
| Тип ВС           | Эксплуатируется | Заказано | C          | Y          | Всего      | Заметки                                  |
| ---------------- | --------------- | -------- | ---------- | ---------- | ---------- | ---------------------------------------- |
| Airbus A330-200  | 5               | —        | 24         | 228        | 252        | [ 63 ]                                   |
| Boeing 737-700   | 1               | —        | —          | 149        | 149        | Планировалась замена на Boeing 737 MAX 8 |
| Boeing 737-800   | 4               | —        | —          | 189        | 189        | Планировалась замена на Boeing 737 MAX 8 |
| Boeing 737 MAX 8 | 3               | 17       | 12         | 174        | 186        | [ 63 ]                                   |
| Итого            | 13              | 17       |            |            |            |                                          |

### История флота
Ранее Air Italy эксплуатировала следующие типы самолётов:
| Тип ВС           | Количество | Начало эксплуатации | Выведение из эксплуатации | Заменены на     | Заметки                    |
| ---------------- | ---------- | ------------------- | ------------------------- | --------------- | -------------------------- |
| Boeing 767-300ER | 3          | 2018                | 2019                      | Airbus A330-200 | Унаследованы от Merediana. |

### Развитие флота
После ребрендинга Air Italy эксплуатировала самолёты Boeing 737. К 2022 году перевозчик планировал пополнить флот 50-ю новыми лайнерами, получив в лизинг 20 Boeing 737 MAX 8 и 30 Boeing 787-8 от авиакомпании Qatar Airways. В период с 2018 по 2019 год Qatar Airways планировала арендовать пять собственных Airbus A330-200 для Air Italy по рыночной цене, причём Boeing 787-8 будет переведён в Air Italy с середины 2019 года после доставки Boeing 787-9 в Qatar Airways во время тот же период. Авиакомпания утверждает, что из-за задержек с доставкой Boeing 787-9 авиакомпании Qatar Airways запланированная передача катарского Boeing 787-8 в Air Italy была отложена, в результате чего авиакомпания решила вместо этого расширить свои дальнемагистральные рейсы с помощью дополнительного Airbus A330 от Qatar Airways. Кроме того, после того, как было остановлено использование Boeing 737 MAX 8, была рассмотрена возможность перехода на узкофюзеляжный парк Airbus.

## Сервисы

### Развлечения на борту
Развлечения в полёте доступны только на самолётах Airbus A330, которые оснащены персональными телевизионными экранами на спинках сидений и портами для зарядки USB на каждом сиденье. Пассажиры могут бесплатно просматривать самые разнообразные фильмы, телепередачи и музыку на итальянском и английском языках. Самолёты A330 также предлагают спутниковую связь Wi-Fi в полёте за дополнительную плату, позволяющую просматривать Интернет, телефонные звонки и сообщения SMS или MMS в зависимости от размера приобретённого пакета данных. Для пассажиров бизнес-класса предоставляется 60 МБ бесплатного трафика WiFi.

### Бизнес-класс
Бизнес-класс предлагается на самолётах Airbus A330 и Boeing 737 MAX. Бизнес-класс на Airbus A330 оборудован сиденьями с плоской кроватью с шагом 1,98 метров (1,8 дюйма) в компоновке 2-2-2, в то время как Boeing 737 MAX конфигурируется в компоновке 3-3, идентичной эконом классу, но с заблокированным средним сидением. На рейсах, выполняемых Airbus A330, предоставляются косметические принадлежности итальянских брендов Fedon и Acca Kappa, а также дизайнерские пижамы и тапочки, а также предлагается обширное индивидуальное обслуживание. Все сиденья бизнес-класса также оснащены портами питания переменного тока.

### Эконом-класс
Эконом-класс на Airbus A330 оснащён узкими сиденьями с шагом от 71 до 91 см (от 31 до 36 дюймов) в компоновке 2-4-2, в то время как экономкласс на Boeing 737 и 737 MAX оснащён сидениями с шагом от 76 до 81 см 30 до 32 дюймов (от 30 до 32 дюймов) в компоновке 3-3. Порты питания переменного тока доступны, но только на самолётах Airbus A330 и Boeing 737 MAX авиакомпании. На средних и дальних рейсах предлагается дополнительное питание, а на коротких рейсах предлагаются бесплатные напитки с дополнительными закусками.

### Бортовой журнал
Бортовой журнал Air Italy называется Atmosphere, унаследованный от его предшественника Meridiana.

### Программы часто летающих пассажиров
@MyAirItalyClub — это программа для часто летающих пассажиров Air Italy, запущенная 17 мая 2019 года. С помощью этой программы клиенты могут зарабатывать баллы Avios на рейсах Air Italy, которые также можно заработать или обменять у авиакомпаний-партнёров British Airways и Iberia, а также на аренду автомобилей партнёров, бронирование гостиниц, подписку на новости, коммунальные услуги и многое другое. Программа была ранее известна как клуб Меридиана.

## Спорные моменты

### Обвинения со стороны авиакомпаний США
Крупнейшие авиакомпании США, объединившись (Delta, American Airlines и United), сделали заявления в отношении Air Italy в связи с поддержкой от Qatar Airways . Air Italy сделала публичное заявление по этому вопросу с пресс-релизом 18 апреля 2019 года. Эд Бастиан, главный операционный директор Delta, опубликовал опубликованную в декабре 2018 года статью об авиакомпании, утверждая, что Qatar Airways, являясь финансируемой правительством Катара авиакомпании, поддерживает почти обанкротившуюся итальянскую авиакомпанию, «ставя под угрозу тысячи американских рабочих мест». Несколько американских политиков написали письма госсекретарю США Майку Помпео о ситуации с Qatar Airways, противоречащей политике США в отношении так называемой «Политики Открытого Неба». Air Italy и Qatar Airways опровергли обвинения и заявили, что это утверждение связано с тем, что Qatar Airways принадлежит 49 % акций компании Air Italy.